# 倍耐力大樓
倍耐力大樓（義大利文：Grattacielo Pirelli）是義大利的一座摩天大樓，位於義大利北部城市米蘭。大樓的建築高度為127公尺，共32層樓，於1958年完工，是當時義大利最高的大樓。

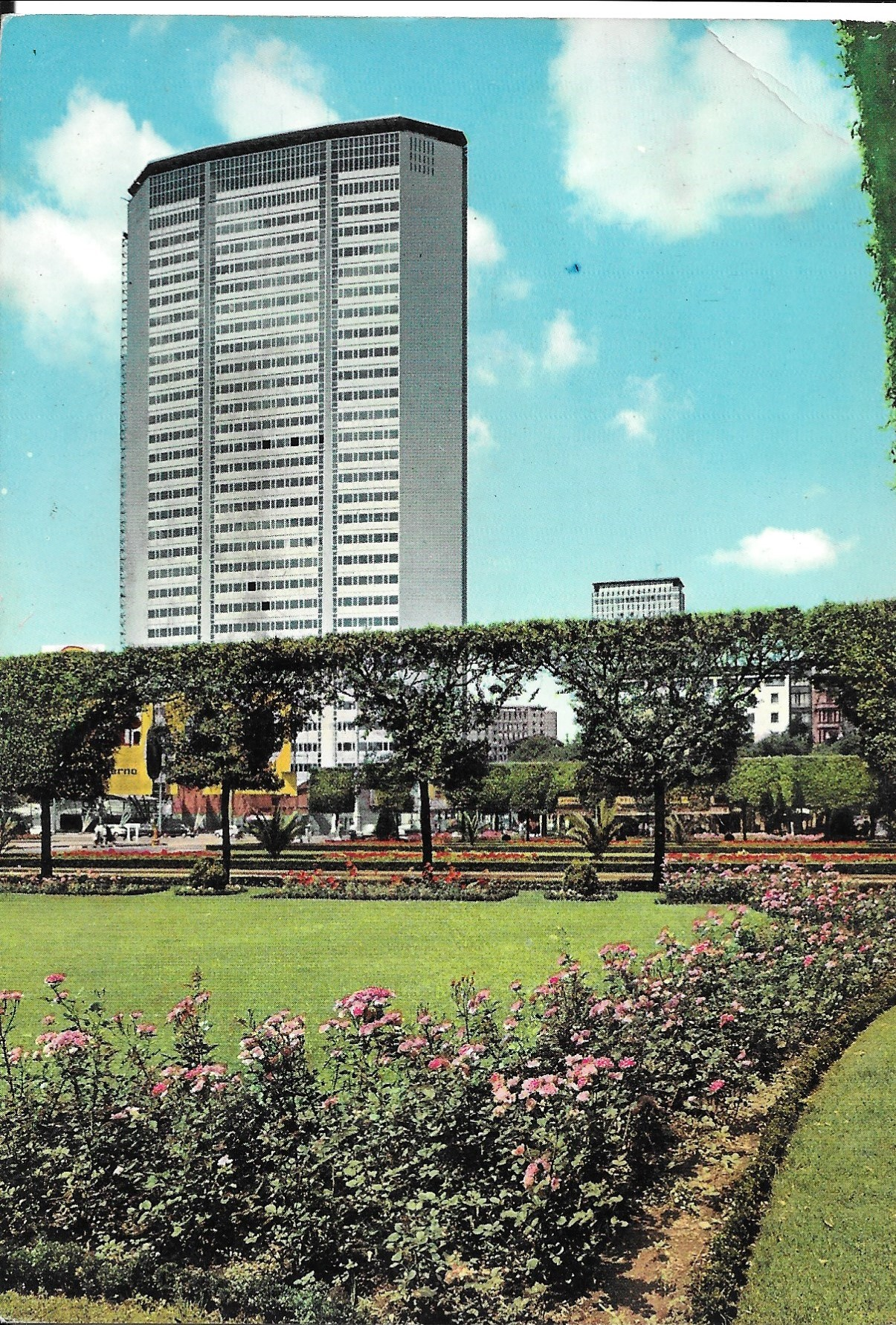
倍耐力大樓

倍耐力大樓是義大利輪胎製造商倍耐力委託建築師吉奧·龐蒂設計，工程師皮埃爾·路易吉·奈爾維建造。2002年，一架小型飛機撞進倍耐力大樓高樓層，該事件造成駕駛和大樓內的兩名人員身亡。（參見倍耐力大樓遭撞事件）。